# Changeling
A Changeling Mike Oldfield 2007-ben angol nyelven megjelent önéletrajzi könyve.
Főleg gyermekkorával, zenei karrierjének előzményeivel, a Tubular Bellsszel és az azt követő néhány évvel foglalkozik. Oldfield a műben életéről, problémáiról, valamint zenei munkásságáról egyaránt beszél. A könyvből származó első két év nyereségét Oldfield egy mentális betegeket segítő szervezet (SANE) támogatására fordítja. 
Az eredeti mű kiadója: Virgin Books, ISBN 978-1-85227-381-1.
A könyv Magyarországon 2013-ban jelent meg Amarok címmel. Kiadó: Tranzpress, ISBN 978-9-63086-594-4

## Magyarul
- Amarok. Önéletrajz; ford. Molnár Katalin, utószó Szalay-Berzeviczy András; TranzPress Könyvek, Bp., 2013